# Вальддорфхеслах
Вальддорфхеслах (нем. Walddorfhäslach) — община в Германии, в земле Баден-Вюртемберг. 
Подчиняется административному округу Тюбинген. Входит в состав района Ройтлинген.  Население составляет 4849 человек (на 31 декабря 2010 года). Занимает площадь 14,44 км².
Коммуна подразделяется на 2 сельских округа.